# Zvi Rosen
Zvi Rosen (hebräisch צבי רוזן; * 23. Juni 1947 in Köln) ist ein ehemaliger israelischer Fußballspieler. Mit der Nationalmannschaft nahm er am olympischen Fußballturnier 1968 und an der Weltmeisterschaft 1970 in Mexiko teil.

## Spielerkarriere

### Vereine
Rosen gehörte bereits 16-jährig der Ersten Mannschaft von Maccabi Tel Aviv an. Von 1963 bis 1976 spielte er als Abwehrspieler in der Liga Leumit der bis Saisonende 1998/99 seinerzeit höchsten Spielklasse. Am Ende seiner Premierensaison im Seniorenbereich, in der er seine ersten sechs Saisonspiele bestritten hatte, gewann er mit dem nationalen Vereinspokal sogleich seinen ersten Titel. Diesen gewann er im weiteren Verlauf noch dreimal, wie auch die Meisterschaft. Da die Israel Football Association von 1956 bis 1974 der Asian Football Confederation angehörte, gewann er ferner mit seiner Mannschaft die AFC Champions League, seinerzeit noch unter der Bezeichnung Asian Champions Club Tournament. Am 30. Januar 1969 wurde der Yangzee FC mit 1:0 in Bangkok im Finale bezwungen.

### Nationalmannschaft
Rosen bestritt in einem Zeitraum von acht Jahren 48 Länderspiele für die A-Nationalmannschaft. Sein Debüt gab er am 14. Februar 1968 im Bloomfield-Stadion von Tel Aviv beim 2:1-Sieg im Freundschaftsspiel gegen die Schweizer Nationalmannschaft. Sein erstes von insgesamt vier Toren erzielte er am 21. November 1971 beim 3:1-Sieg über die Nationalmannschaft Australiens in Melbourne mit dem Treffer zur 1:0-Führung in der 15. Minute.
1968 nahm er mit seiner Mannschaft am Olympischen Fußballturnier in Mexiko teil. Er bestritt alle Spiele der Gruppe C und das Viertelfinale gegen die Nationalmannschaft Bulgariens. Die Begegnung endete trotz Verlängerung 1:1 unentschieden. Im Losentscheid durch Münzwurf schied er mit seiner Mannschaft aus dem Turnier aus. Ein Elfmeterschießen zur endgültigen Spielentscheidung war zu jener Zeit noch nicht vorgesehen.
Nachdem sich seine Mannschaft für die anstehende Weltmeisterschaft 1970 in der Qualifikation der Ozeanischen Zone in Gruppe B gegen die Nationalmannschaft Neuseelands hatte durchsetzen können (die Nationalmannschaft Nordkoreas wurde disqualifiziert) und auch im Finale gegen die Nationalmannschaft Australiens, den Sieger der Gruppe A, war sie erstmals für dieses fußballerische Großereignis qualifiziert. In der Gruppe 2 der Vorrunde Letztplatzierter, konnte er mit seiner Mannschaft gegen die Nationalmannschaften Schwedens und Italiens jeweils mit einem Remis Achtungserfolge erzielen.

## Trainerkarriere
Für Hapoel Yehud, bei dem er von 1976 bis 1980 seine letzten vier Jahre spielte, war er bis 1979 zugleich Trainer, wie auch in der Saison 1981/82 ein zweites und 1997 für zwei Monate ein drittes Mal. Maccabi Tel Aviv trainierte er in der Saison 1979/80 und 1990/91, Hapoel Tel Aviv von 1982 bis 1984.

## Erfolge
- AFC Champions League-Sieger 1969
- Israelischer Meister 1968, 1970, 1972
- Israelischer Supercup-Sieger 1967
- Israelischer Pokal-Sieger 1964, 1965, 1967, 1970